# دهستان حومه (خلیل‌آباد)
دهستان حومه نام دهستانی در بخش مرکزی شهرستان خلیل‌آباد، استان خراسان رضوی در ایران است. براساس سرشماری مرکز آمار ایران در سال ۱۳۹۵، جمعیت آن ۱۰٬۵۹۴ نفر (۳٬۳۶۷ خانوار) بوده است.

## روستاها
- ارغا
- ده‌نو
- کاریزک
- مزده
- محمدآباد
- نصرآباد
- سرمزده